# Фарадж Караєв
Фарадж Кара огли Караєв (азерб. Fərəc Qara oğlu Qarayev; *19 грудня 1943) — азербайджанський композитор.
Народився в Баку. Закінчив Бакинську консерваторію у 1966 році під керівництвом свого батька — Кара Караєва, в 1971 у нього ж — аспірантуру.
З 1966 по 2003 рік викладав композицію, інструментування й поліфонію в Азербайджанській Державній консерваторії (з 1991 — Бакинська Музична Академія), з 1994 року — професор.
З 1991 року живе в Баку й Москві. З 1999 р. — професор кафедри теорії музики Московської консерваторії, з 2003 року — професор кафедри композиції Казанській Державної консерваторії ім. Н.Жиганова.
В 1994—1996 р. віце-президент московської Асоціації Сучасної Музики (АСМ). З 1995 року президент Товариства Сучасної Музики Yeni Musiqi, заснованого їм у Баку. В 1980—1994 р. художній керівник ВакаRа-ENSEMBLE (Баку). В 1991-92 р. — стипендіат культурного фонду А.Круппа (Ессен, Німеччина).
Твори Ф.Караєва виконуються на фестивалях і концертах у країнах СНД, Європи, Південної Америки, у США і Японії. Серед виконавців його творів — диригенти Г.Рождественський, В.Синайський, А.Лазарєв, М.Шостакович (СРСР/Росія), Р.Абдуллаєв (Азербайджан), Е.Багіров (Туреччина/Азербайджан), И.Мецмахер (Німеччина), Р. Де Лееув й Е.Шпааньярд (Голландія). Д.Сакс (США), Б.Штокли (Швейцарія), Ансамбль солістів оркестру Великого театру (Москва), «Студія Нової Музики» (Москва), Ensemble Modern (Франкфурт-на-Майне, Німеччина), Nieuw Ensemble й Schoenberg Ensemble (Амстердам, Голландія), Quatuor Danel (Франція), Continuum (Нью-Йорк, США) і ін.
Творчість Ф.Караєва зазнала різних стильових впливів і особливо — І.Стравінського та А.Веберна. Зокрема критики відзначають у його творчості серійну техніки (Concerto Grosso пам'яті А.Веберна), мінімалізм (Соната для двох виконавців, 1976), елементи азербайджанського фольклору (мугами). У пізніших творах застосовував шумові звуки як елементи музичної драматургії.